# لو گرند (آلاباما)
لو گرند (به انگلیسی: Le Grand) یک منطقهٔ مسکونی در ایالات متحده آمریکا است که در آلاباما واقع شده‌است. لو گرند ۷۹٫۸۶ متر بالاتر از سطح دریا قرار دارد.